# Чипровци (община)
Вижте пояснителната страница за други значения на Чипровци.
Община Чипровци се намира в Северозападна България и е една от съставните общини на област Монтана.

## География

### Географско положение, граници, големина
Общината е разположена в западната част на Област Монтана. С площта си от 286,881 km2 (7,89% от територията на областта) заема седмо място сред единадесетте общините на областта. Границите ѝ са следните:
- на север – община Монтана;
- на изток и юг – община Георги Дамяново;
- на югозапад – Република Сърбия;
- на северозапад – община Чупрене, Област Видин;
- на север – община Ружинци, Област Видин.

### Природни ресурси

#### Релеф
Релефът на общината е високо- и среднопланински, като територията ѝ изцяло е в пределите на Западна Стара планина и Западния Предбалкан.
Южната половина на общината, на юг от долината на река Огоста се заема от североизточните части на Чипровска планина, която е част от Западна Стара планина. В най-западния ъгъл на общината, на границата със Сърбия се издига връх Мартинова чука (2011 m) – най-високата точка на общината. Северозападно от село Мартиново, чрез висока седловина, Чипровска планина се свързва с Язова планина, която също принадлежи към Западна Стара планина. На юг и югоизток планината достига до дълбоката долина на Огоста, а на север-североизток до долината на левия ѝ приток Превалска река (Превалска Огоста). Най-високата ѝ точка – връх Горно Язово (1573 m), се намира на около 200 m северно от седловината свързваща я с Чипровска планина.
На север-североизток от долината на Превалска река (Превалска Огоста) и Огоста, в пределите на общината, се спускат южните склонове на Широка планина, която се отнася към структурата на Западния Предбалкан. Чрез Превалската седловина Широка планина се свързва с Язова планина, а най-високата и точка – връх Типчен (941 m), се издига североизточно от седловината.
Минималната височина на община Чипровци е в коритото на река Огоста, източно от село Горна Ковачица – 239 m н.в.

#### Води
Основна водна артерия на община Чипровци е река Огоста, която протича през нея с част от горното си течение. Тя извира под връх Вража глава (1935 m) в Чипровска планина и се насочва на изток. Преминава през град Чипровци, при село Железна завива на север-североизток, при село Белимел – на изток-югоизток и източно от село Горна Ковачица напуска пределите на общината. Между град Чипровци и село Белимел долината ѝ служи за граница между Чипровска и Язова планина, а след Белимел – за граница между Чипровска и Широка планина, респективно между Западна Стара планина и Западния Предбалкан. При село Белимел в нея отляво се влива първият ѝ по-голям приток – Превалска река (Превалска Огоста) (19 km), която извира под връх Горно Язово в Язова планина.

#### Защитени територии, природни и исторически забележителности
- Защитена местност „Чипровски водопад“ обхваща букова гора в долината на Стара река. Висок е 18 m. До водопада се стига за 1 – 2 ч. по екопътека „Деяница“. Най-красив е при пролетното топене на снеговете по билото на планината.
- Защитена местност „Деяница“ е с площ около 30 ha. Разположена е под връх Три чуки (1938 m) и връх Вража глава (1936 m).
- Защитена местност „Равненско градище“ е разположена край село Равна с площ 186 ha. В нея се намират останките от тракийска крепост и римска монетарница.
- Природна забележителност „Мишин камък“ е пещера, намираща се между селата Превала и Горна Лука в Язова планина, в едноименен лесопарк.
- Защитена местност „Сто овци“ или наричана още Разчепати камък се намира на 9 km източно от село Превала.
- Чипровският манастир „Св. Иван Рилски“ е национален паметник на културата с десетвековна история и се намира на 4 km североизточно от Чипровци, над левия висок бряг на река Огоста.

## Население

### Населени места
Общината има 10 населени места с общо население 2859 жители към 7 септември 2021 г.
| Населено място (Старо име)                                              | Преброяване (от септември 2021) | По настоящ адрес (ГРАО от 15 септември 2024) | Площ (km²) | Гъстота (д/km²) |
| ----------------------------------------------------------------------- | ------------------------------- | -------------------------------------------- | ---------- | --------------- |
| Белимел                                                                 | 228                             | 201                                          | 19,526     | 10.29           |
| Горна Ковачица (Ковачица)                                               | 117                             | 120                                          | 12,051     | 9.96            |
| Горна Лука                                                              | 151                             | 187                                          | 26,937     | 6.94            |
| Железна                                                                 | 233                             | 236                                          | 20,67      | 11.42           |
| Мартиново (Влашко село)                                                 | 187                             | 217                                          | 35,887     | 6.05            |
| Митровци                                                                | 135                             | 201                                          | 18,873     | 10.65           |
| Превала                                                                 | 323                             | 384                                          | 65,47      | 5.87            |
| Равна                                                                   | 25                              | 30                                           | 11,307     | 2.65            |
| Челюстница                                                              | 65                              | 78                                           | 10,693     | 7.29            |
| Чипровци (Чипоровци)                                                    | 1395                            | 1502                                         | 65,467     | 22.94           |
| Общо за общината:                                                       | 2859                            | 3156                                         | 286,881    | 11              |
| Населените места с кмет са със зелен фон, а тези без кметство – с жълт. |                                 |                                              |            |                 |

### Население (1934 – 2021)
| Община Чипровци                               | Община Чипровци | Община Чипровци | Община Чипровци | Община Чипровци | Община Чипровци | Община Чипровци | Община Чипровци | Община Чипровци | Община Чипровци | Община Чипровци | Община Чипровци |
| --------------------------------------------- | --------------- | --------------- | --------------- | --------------- | --------------- | --------------- | --------------- | --------------- | --------------- | --------------- | --------------- |
| Година                                        | 1934            | 1946            | 1956            | 1965            | 1975            | 1985            | 1992            | 2001            | 2011            | 2021            |                 |
| Население                                     | 11424           | 11779           | 11482           | 11762           | 9148            | 7678            | 6817            | 4988            | 3715            | 2859            |                 |
| Източници: Национален Статистически Институт, |                 |                 |                 |                 |                 |                 |                 |                 |                 |                 |                 |

Възрастов състав
| Население по възрастови групи към септември 2021 година | Население по възрастови групи към септември 2021 година | Население по възрастови групи към септември 2021 година | Население по възрастови групи към септември 2021 година | Население по възрастови групи към септември 2021 година | Население по възрастови групи към септември 2021 година | Население по възрастови групи към септември 2021 година | Население по възрастови групи към септември 2021 година | Население по възрастови групи към септември 2021 година | Население по възрастови групи към септември 2021 година | Население по възрастови групи към септември 2021 година | Население по възрастови групи към септември 2021 година | Население по възрастови групи към септември 2021 година | Население по възрастови групи към септември 2021 година | Население по възрастови групи към септември 2021 година | Население по възрастови групи към септември 2021 година | Население по възрастови групи към септември 2021 година | Население по възрастови групи към септември 2021 година | Население по възрастови групи към септември 2021 година |
| ------------------------------------------------------- | ------------------------------------------------------- | ------------------------------------------------------- | ------------------------------------------------------- | ------------------------------------------------------- | ------------------------------------------------------- | ------------------------------------------------------- | ------------------------------------------------------- | ------------------------------------------------------- | ------------------------------------------------------- | ------------------------------------------------------- | ------------------------------------------------------- | ------------------------------------------------------- | ------------------------------------------------------- | ------------------------------------------------------- | ------------------------------------------------------- | ------------------------------------------------------- | ------------------------------------------------------- | ------------------------------------------------------- |
| Общо                                                    | 0 – 4                                                   | 5 – 9                                                   | 10 – 14                                                 | 15 – 19                                                 | 20 – 24                                                 | 25 – 29                                                 | 30 – 34                                                 | 35 – 39                                                 | 40 – 44                                                 | 45 – 49                                                 | 50 – 54                                                 | 55 – 59                                                 | 60 – 64                                                 | 65 – 69                                                 | 70 – 74                                                 | 75 – 79                                                 | 80 – 84                                                 | 85+                                                     |
| 2859                                                    | 57                                                      | 47                                                      | 72                                                      | 49                                                      | 77                                                      | 60                                                      | 111                                                     | 117                                                     | 144                                                     | 164                                                     | 212                                                     | 245                                                     | 258                                                     | 324                                                     | 339                                                     | 271                                                     | 199                                                     | 113                                                     |

### Етнически състав
| Етноси в община Чипровци (2011) | Етноси в община Чипровци (2011) | Етноси в община Чипровци (2011) | Етноси в община Чипровци (2011) | Етноси в община Чипровци (2011) |
| ------------------------------- | ------------------------------- | ------------------------------- | ------------------------------- | ------------------------------- |
| Етническа група                 |                                 |                                 | процент                         |                                 |
| българи                         | българи                         |                                 | 98.74%                          | 98.74%                          |
| цигани                          | цигани                          |                                 | 0.63%                           | 0.63%                           |
| турци                           | турци                           |                                 | 0.00%                           | 0.00%                           |
| други и неопределени            | други и неопределени            |                                 | 0.63%                           | 0.63%                           |

Етнически групи от общо 3658 самоопределили се (към 2011 година):
- българи: 3612
- турци: 0
- цигани: 23
- други: 12
- неопределени: 11

## Административно-териториални промени
- МЗ № 1966/обн. 16 ноември 1935 г. – преименува с. Влашко село на с. Мартиново;
- през 1956 г. – уточнено е името на с. Чипоровци на с. Чипровци без административен акт;
- Указ № 50/обн. 9 февруари 1960 г. – преименува с. Ковачица на с. Горна Ковачица;
- Указ № 688/обн. 17 септември 1968 г. – признава с. Чипровци за гр. Чипровци.

## Политика

### Награди за Община Чипровци
- Победител в категория „Подкрепа за БГ производители – фермерски пазари в града“, раздел „малки общини“, в онлайн конкурса „Кмет на годината, 2017“. Приз за кмета Пламен Петков за насърчаване на регионални земеделски производители и организирането на фермерски пазари, на които да излагат стоките си.

### Кметове на Община Чипровци
- 2003 – Иван Павлов (Българска социалдемокрация) печели на втори тур с 63% срещу Люсиен Симеонов (БСП).
- 1999 – Люсиен Симеонов (БСП) печели на втори тур с 53% срещу Анюта Каменова-Борин (ОДС, БББ).
- 1995 – Иван Павлов (Предизборна коалиция БСП, БЗНС Александър Стамболийски, ПК Екогласност) печели на втори тур със 72% срещу Никола Николов (СДС).

## Транспорт
През общината преминават изцяло или частично 2 пътя от Републиканската пътна мрежа на България с обща дължина 38,4 km:
- участък от 22 km от Републикански път III-102 (от km 41,9 до km 63,9);
- целият участък от 15,4 km от Републикански път III-1022.

## Топографска карта
- Лист от карта K-34-22. Мащаб: 1 : 100 000.
- Лист от карта K-34-23. Мащаб: 1 : 100 000.